# Gare de Marne-la-Vallée - Chessy

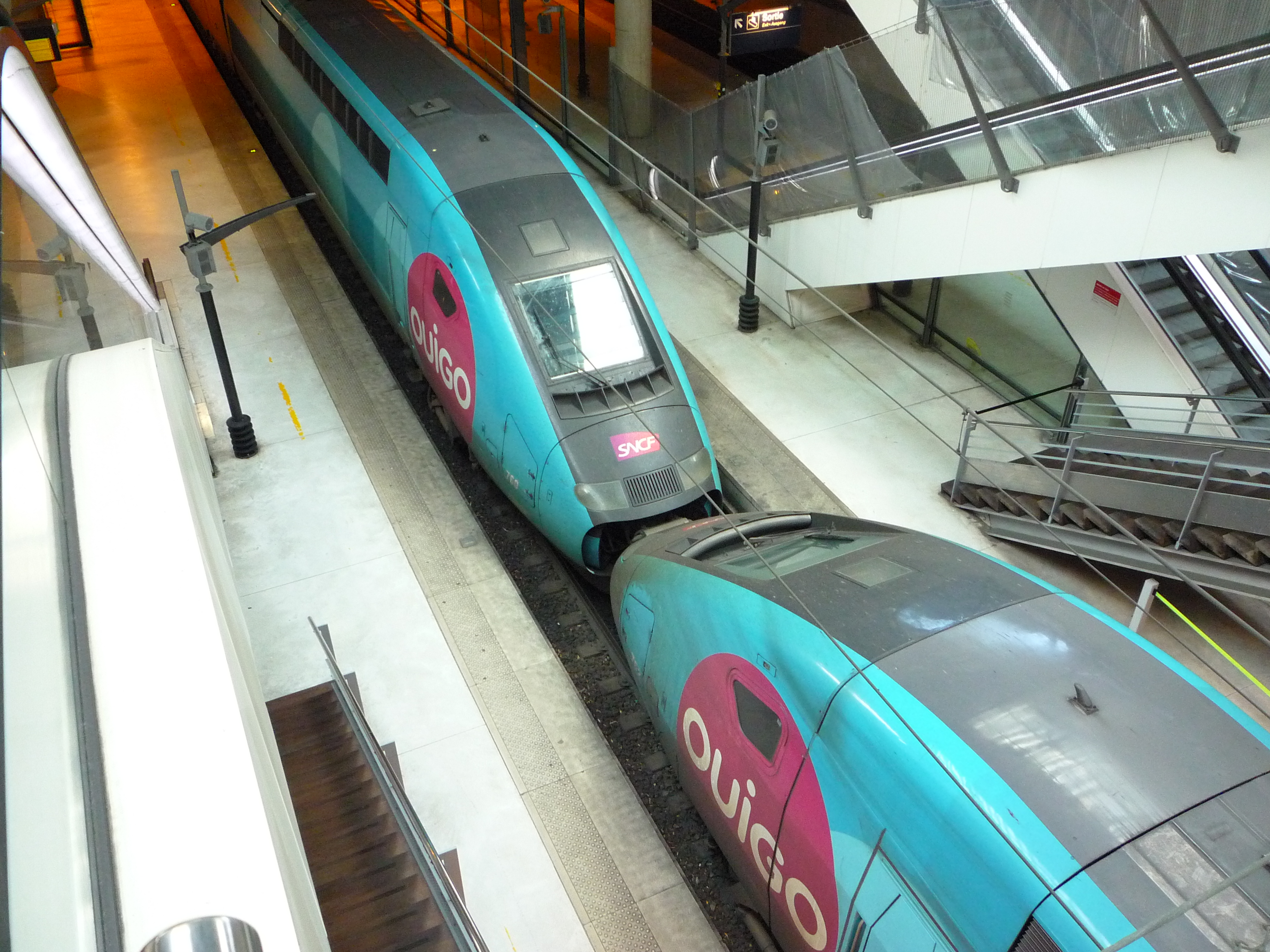
Ouigo-tåg vid stationen, juni 2013.

Gare de Marne-la-Vallée — Chessy är en järnvägsstation cirka 35 km öster om Paris, vid Disneyland Paris. Järnvägsstationen ligger i kommunen Chessy i departementet Seine-et-Marne, regionen Île-de-France.
Stationen öppnades 1992 för att ge tillträde till Disneyland Paris och ligger cirka 5 minuters promenad från ingången till nöjesparken. Vid stationen stannar tåg på pendeltågslinjen RER linje A gren 4, samt TGV-snabbtåg.
Med TGV kan man resa till bland annat:
- Paris-Charles de Gaulle flygplats (10 minuter)
- Marseille (3,5 timmar)
- Lyon (2 timmar)
- Bordeaux
- London
- Bryssel
- Antwerpen
- Rotterdam
- Amsterdam
- Strasbourg (drygt 2 timmar)

Med pendeltåget (RER) tar det cirka 40 minuter att åka till centrala Paris.